# الانقلاب الأثيني في عام 411 ق.م
كان الانقلاب الأثيني عام 411 ق.م نتيجة ثورة حدثت خلال الحرب البيلوبونيسية بين أثينا وأسبرطة. أطاح الانقلاب بالحكومة الديمقراطية لأثينا القديمة واستبدلها بأوليغارشية قصيرة العمر تُعرف باسم الأربعمائة.
في أعقاب الأزمة المالية التي نجمت عن فشل الحملة الصقلية العسكرية الأثينية الفاشلة في عام 413 ق.م، سعى بعض الرجال الأثينيين ذوي المكانة العالية، الذين طالما كانوا يكرهون الديمقراطية القائمة على قاعدة عريضة للدولة المدينة، إلى تأسيس أوليغارشية النخبة. كانوا يعتقدون أن بإمكانهم إدارة السياسات الخارجية والمالية والحربية أفضل من الحكومة الحالية.